# هاگس بوس
هاگس بوس (به هلندی: Haagse Bos) یک محله و جنگل در هلند است که در لاهه واقع شده‌است. هاگس بوس ۱٫۲۸ کیلومتر مربع مساحت و ۴۷۷ نفر جمعیت دارد.